# Željeznička pruga Savski Marof – Kumrovec – DG
Željeznička pruga Savski Marof – Kumrovec i dalje do državne granice sa Slovenijom (kod Imena), jednokolosječna je lokalna pruga duljine 38 km. Pruga se odvaja u kolodovoru Savski Marof od međunarodne pruge Državna granica – Savski Marof – Zagreb Glavni kolodvor. Pruga je izgrađena 1956. godine, a dio od Kumrovca do državne granice 1969. godine. Pruga prati tok granične rijeke Sutle te na nekoliko mjesta prelazi državnu granicu sa Slovenijom. Trenutačno veći dio pruge je zatvoren za promet od 2000. godine. U tijeku je elektrifikacija dijela pruge i to od Savskog Marofa do Vukovog Sela. 13. lipnja 2008. godine otvorena je obnovljena elektrificirana dionica pruge Sutla – Harmica, koja je ujedno i posljednja postaja prigradske željeznice Harmica – Savski Marof – Zagreb – Dugo Selo. Za nastavak obnove pruge prema Kumrovcu Vlada Republike Hrvatske treba sa Slovenijom riješiti 540 metara međudržavne granice uza Sutlu na tri kilometra dionice od Harmice do Vukovog Sela. Pruga ondje presijeca meandre starog toka Sutle kojima prolazi međudržavna granica i ulazi u Sloveniju. Umjesto vlaka prometuju autobusi od Harmice do Kumrovca.
- Kolodvor u Klanjcu 2008.
- Kolodvor u Kumrovcu
- Zapušteno stajalište u Zelenjaku, neposredno nakon tunela (u pozadini) i mosta preko Sutle. Brdo kroz koje prolazi tunel nalazi se na slovenskoj strani.
- Stajalište Harmica nakon elektrifikacije i uređenja. Trenutačno posljednja stanica na pruzi.

## Poveznice
- Željezničke pruge u Hrvatskoj